# Microhexura
Microhexura is een geslacht van spinnen uit de familie Microhexuridae.

## Soorten
De volgende soorten zijn bij het geslacht ingedeeld:
- Microhexura idahoana Chamberlin & Ivie, 1945
- Microhexura montivaga Crosby & Bishop, 1925